# Caio Blinder
Caio Kraiser Blinder (São Paulo, 14 de agosto de 1957) é um jornalista e apresentador de televisão brasileiro. Caio começou no jornalismo em 1976. Atualmente participa do programa Manhattan Connection, da BM&C News e escreve coluna na Tribuna Judaica, Consumidor Moderno e Expressions. Já trabalhou na TV Bandeirantes, Cultura, GloboNews Record, Folha de S. Paulo, O Globo, O Estado de São Paulo, Diário de Notícias (Lisboa), BBC, Exame, IG, Jovem Pan e VEJA.com.

## Carreira
Quando jovem participou do movimento juvenil judaico Chazit Hanoar. Estudou Direito na Faculdade de Direito da Universidade de São Paulo, porém não concluiu o curso. Nesse período, tornou-se amigo de nomes como Otávio Frias Filho e atuou junto ao movimento estudantil. Concluiu o curso de Jornalismo na Faculdade Cásper Líbero. Apresenta o Manhattan Connection desde sua criação, em 1993.
Foi correspondente nos Estados Unidos do jornal Folha de S.Paulo, função que também exerceu na rádio Jovem Pan, da qual saiu em outubro de 2017. Escreve para o Diário de Notícias, de Lisboa, e para as revistas Exame e Primeira Leitura.
É Mestre em Estudos Latino-Americanos pela Universidade de Ohio e em Relações Internacionais pela Universidade de Notre Dame. Lecionou Relações Internacionais na Universidade de Indiana.
É autor de Terras prometidas: do Bom Retiro a Manhattan (editora Garamond), livro com reflexões sobre a condição judaica. e também do livro Manhattan e outras Conexões (editora Campus).

## Controvérsias

### Ofensas a mulheres árabes
Em abril de 2011, durante o programa Manhattan Connection, chamou Rania, embaixadora da ONU, a rainha da Arábia Saudita - Amira Al Taweel - e as Rainhas da Jordânia - Noor da Jordânia e Rania da Jordânia - respectivamente madrasta e esposa de Rei Abdullah II, de "piranhas". Também ofendeu da mesma forma uma das noras do ex-presidente do Egito, Hosni Mubarak e a mulher do presidente sírio Bashar al-Assad, Asma. Em razão do episódio a Embaixada da Jordânia enviou um protesto formal contra as afirmações do jornalista ao Palácio do Itamaraty, sede do Ministério das Relações Exteriores do Brasil. Encerrada sua fala o editor-chefe do programa, Lucas Mendes, pediu desculpas no ar pelas afirmações. Blinder admitiu seu erro em entrevista concedida ao Jornal Imprensa e se retratou no ar na semana após o ocorrido.

### Polêmica no assassinato de cientistas iranianos
Em janeiro de 2012, no programa Manhattan Connection, Caio Blinder justificou o assassinato de cientistas iranianos como uma forma de se evitar possíveis mortes, bem como para intimidar outros cientistas do Irã, o qual chamou de "estado terrorista".

### Apoio ao Michel Temer
O jornalista tecia comentários elogiosos ao Michel Temer, algo que foi criticado pelos internautas, barrou a ascensão do Eduardo Bolsonaro a embaixada americana e gerou arrependimento e consternação do próprio jornalista.